# Leonardo Ulloa
José Leonardo Ulloa (General Roca, 26 de julho de 1986) é um ex-futebolista argentino que atuava como atacante. Atualmente está aposentado.

## Carreira em clubes

### Início da carreira
Nascido em General Roca, Rio Negro; Ulloa jogou a primeira divisão argentina em 2005 pelo San Lorenzo, fez parte inclusive do time que conquistou o torneio clausura de 2007. Após, teve uma breve passagem pelo Arsenal de Sarandí e Olimpo de Bahia Blanca. Transferiu-se à Espanha jogando pelo clube da segunda divisão Castellón, marcando 16 gols em sua primeira temporada, sendo o melhor do time e o sexto na liga.

### Almería
Ulloa obteve números similares em 2009-10, entretanto seu time acabara rebaixado ao terminar em 22º e último lugar. Junho de 2010, mudou-se para o Almeria, assinando um contrato de cinco anos.
Em setembro de 2010, no seu segundo jogo pelos andaluzes, marcou um gol no último minuto da partida, após jogada individual que culminou no empate em 2-2 contra a Real Sociedad, em casa, pela liga espanhola. No mês seguinte, contra o mesmo oponente, marcou duas vezes para ajudar seu time a virar o jogo quando perdia por 2-0 na Copa do Rei jogando no país basco.
No dia 22 de dezembro de 2010, de novo na copa doméstica, marcou três gols e assistiu outro na vitória por 4-3 contra o Mallorca. Em 16 de janeiro de 2011, marcou o gol de empate em 1-1 contra o Real Madrid em casa.
Foi o artilheiro da equipe na temporada 2011-12 .

### Brighton & Hove Albion
Ulloa transferiu-se para o clube da segunda divisão inglesa no dia 16 de janeiro de 2013, assinando um contrato de 4 anos e meio. Dez dias depois, marcou um gol na derrota por 3-2 contra o Arsenal, em casa, pela FA Cup
No dia 2 de março de 2013, tornou-se o primeiro jogador a marcar um hat-trick no Falmer Stadium, vencendo então por 4-1 o Huddersfield Town. Duas semanas depois, marcou dois gols na vitória por 3-0 contra o Crystal Palace, também em casa. Marcou seu nono gol em 12 jogos no empate em 2-2 contra o Nottingham Forest.
Em 27 de abril de 2013, marcou o gol que garantiu o Brighton nos playoffs, cabeceando no 88º minuto o gol da vitória (2-1) sobre o Leeds United . Na temporada seguinte, mais uma vez fez o gol da mesma forma e garantiu o clube nos playoffs, desta vez contra o Nottingham Forest.

### Leicester City
Ulloa juntou-se aos Foxes por £8 milhões no dia 22 de julho de 2014, assinando um contrato de 4 anos. Estreou pelo clube, marcando um gol logo de cara contra o Everton em 16 de agosto, garantindo o empate em 2-2. Fez um gol novamente, no empate em 1-1 com o Arsenal em casa, além de marcar o único gol do jogo contra o Stoke City fora de seus domínios.
No dia 21 de setembro de 2014, marcou duas vezes na vitória em casa por 5-3 contra o Manchester United. Após nove jogos sem conferir as redes, marcou um gol na derrota por 2-1 para o Aston Villa.
No mês de janeiro, marcou gols nas vitórias contra o Newcastle e Tottenham pela FA Cup. 18 de abril marcou um dos gols que ajudaram a tirar o Leicester da zona do descenso, algo que não acontecia desde novembro na temporada, garantindo a vitória por 2-0 contra o Swansea. Duas semanas depois, marcou dois dos três gols que garantiram a vitória sobre o Newcastle.
Sob o comando de Claudio Ranieri, alternava com Shinji Okazaki a substituição costumeira de Jamie Vardy, ainda assim contribuiu com seis gols em 29 partidas.. Um de seus gols, na vitória suada sobre o Norwich, gerou o furor das arquibancadas e com o vibrar das comemorações, houve um pequeno terremoto registrado na escala Richter
O argentino lutou por seu espaço no time contra Islam Slimani e Ahmed Musa em 2016-17, entretanto não demorou a pedir para ser transferido para outros clubes devido a falta de oportunidades. Alegou no twitter ter sido traído por Ranieri e jurou não jogar mais pelo clube novamente. Propostas em torno de £6 milhões foram feitas, inclusive pelo Sunderland que brigava pelo rebaixamento, mas todas foram recusadas na janela de inverno.
No dia 24 de agosto de 2017 renovou contrato com o clube até junho de 2019. Brigando por espaço e com 19 minutos em campo nas quatro aparições na temporada, foi emprestado ao Brighton. Marcou seu primeiro gol desde seu retorno, no confronto contra o Coventry City pela FA Cup, na derrota por 3-1 no dia 17 de fevereiro de 2018. O seu primeiro na Premier League se sucederia na derrota em casa por 3-1 para o Manchester City

### Pachuca
No dia 10 de agosto de 2018, Ulloa se transferiu para o clube mexicano C.F Pachuca. Marcou seu primeiro gol na vitória de 2-0 sobre o Celaya, partida válida das oitavas-de-final da Copa MX.

### Rayo Vallecano
No dia 30 de agosto de 2019, o Pachuca anunciava a ida do jogador argentino para o clube espanhol.
O argentino se aposentou em 2021 e resolveu trabalhar numa companhia de doces chamada Sweet Monkey, em Madri.

## Títulos
San Lorenzo
- Campeonato Argentino: Clausura 2007

Arsenal Sarandi
- Copa Sulamericana: 2007

Leicester
- Premier League: 2015–16